# Johan Zápolya
Johan Zápolya (ungerska: Zápolya János eller Szapolyai János), född 1487, död 22 juli 1540, var en transsylvansk adelsman som efter osmanernas seger och kung Ludvig II:s död i slaget vid Mohács år 1526 med sultan Süleyman I:s godkännande blev kung av Ungern. 
Johan Zápolya var son till palatinen Stefan (István) Zápolya och prinsessan Hedvig av Teschen. Han framträdde tidigt som en av ledarna för den nationella oppositionen mot hovet och genomdrev 1505 ett riksdagsbeslut, att efter den regerande kungens död ingen utlänning skulle väljas. Hos hovet var Zápolya illa ansedd, och hans upprepade frierier till prinsessan Anna avvisades. Hans utnämning till ståthållare i Siebenbürgen 1511 var närmast en förvisning. Genom att här med stor stränghet underkuva ett bondeuppror ökade Zápolya ytterligare sin popularitet hos adeln, men hans tvister med hovet fortsatte, och den inre splittingen underlättade turkarnas framträngande. Beskyllningen mot Johan Zápolya att avsiktligt ha kommit för sent till slaget vid Slaget vid Mohács torde vara ogrundad.
Som kung stod han i opposition till den habsburgske kejsaren Ferdinand, som erhållit norra Ungern, och fördrevs av denne 1527 för att dock 1529 återinsättas av sultanen (som symboliskt krönte honom med Stefanskronan innan han tog densamma med sig). I ett fördrag i Nagyvarad år 1538 utsågs Ferdinand till Zápolyas efterträdare efter dennes död, men då han dog 1540 efterträddes han istället av sin son med Isabella Jagiełło, Johan II Zápolya.